# Sidi Medjahed
Sidi Medjahed (în arabă سيدي مجاھد) este o comună din provincia Tlemcen, Algeria.
Populația comunei este de 7.164 de locuitori (2008).